# Dolichostethus
Dolichostethus is een geslacht van kevers uit de familie bladsprietkevers (Scarabaeidae). Het geslacht werd voor het eerst wetenschappelijk beschreven in 1912 door Kolbe.

## Soorten
- Dolichostethus angolensis Antoine, 1991
- Dolichostethus atomosparsus (Fairmaire, 1884)
- Dolichostethus etiopicus Schein, 1956
- Dolichostethus levis (Janson, 1877)
- Dolichostethus patrizii Bourgoin, 1930